# دومينيك جينينغز
دومينيك جينينغز (بالإنجليزية: Dominique Jennings)‏ هي ممثلة أمريكية، ولدت في 30 أكتوبر 1965 بستوكهولم في السويد.

## أعمال

### أفلام
- (1990) موت قاسي 2[5][6][7]

## وصلات خارجية
- دومينيك جينينغز على موقع IMDb (الإنجليزية)
- دومينيك جينينغز على موقع قاعدة بيانات الفيلم (الإنجليزية)